# Falsopallenis dentata
Falsopallenis dentata is een keversoort uit de familie mierkevers (Cleridae). De wetenschappelijke naam van de soort is voor het eerst geldig gepubliceerd in 1926 door Pic.